# 伊藤雄彦
伊藤 雄彦（いとう たけひこ、1965年4月3日 - ）は、NHKのシニアアナウンサー。

## 人物
東京都立三鷹高等学校を経て早稲田大学卒業後、1990年入局。将来の夢は鉄道の運転士。

## 嗜好・挿話
- 最初の東京異動後の1999年に同年スタートのお笑い番組「爆笑オンエアバトル」を担当。エンディングの決めぜりふ『あなたたちです!』を生みだし、以降「オンバト+」に至るまで代々の司会に引き継がれる[1]など、この番組にかかわっていた。以後、情報番組を中心に担当している。
- 好きな食べ物は、スイーツ、いちご、寿司。

## 同期のアナウンサー
辻智太郎・田中学・和田哲・高谷智泰・武田真一ほか

## 現在の担当番組
- 近畿地方のニュース・気象情報（不定期）
- ウイークエンド関西（キャスター・2020年4月4日 - ）
- 列島ニュース（キャスター・2021年4月8日 - ） ※当初は不定期出演、2024年4月より木曜担当。

## 過去の担当番組
鳥取放送局時代（1990年度 - 1993年度）
- 鳥取県内のニュース・中継・リポート

前橋放送局時代（1994年度 - 1998年度）
- 群馬県内のニュース・中継・リポート

東京アナウンス室時代（1度目）（1999年度 - 2001年度）
- 爆笑オンエアバトル（司会：1999年3月27日 - 2000年3月25日）
  - 1999年10月17日放送回の収録では出演者の底ぬけAIR-LINEとアンタッチャブルに「司会ぶりは何KBなのか」と司会ぶりを審査され、結果は149KBだった。
- 首都圏ネットワーク（キャスター：2000年3月27日 - 2001年3月30日）

大阪放送局時代（1度目）（2001年度 - 2004年度）
- ぐるっと関西おひるまえ（司会：2003年度 - 2004年度）

東京アナウンス室時代（2度目）（2005年度 - 2007年度）
- NHKニュースおはよう日本（平日4時台キャスター（隔週）：2005年度）
- こんにちは!80ちゃんです（司会（不定期）：2006年度）
- 探検ロマン世界遺産（リポーター）
- おーい、ニッポン（リポーター）

札幌放送局時代（2008年度 - 2010年度）
- 北海道スペシャル
- プライムH（北海道ローカル、2008年度・2009年度）
- 北スペシャル
- いくぞ〜!北の出会い旅（2010年度）
- 北海道プラス

東京アナウンス室時代（3度目）（2011年度 - 2016年度）
- ひるブラ（司会：2011年4月25日 - 2013年3月27日）
- スタジオパークからこんにちは（司会：2013年4月8日 - 2017年3月17日）
- NHKスペシャル「生命大躍進」（ナレーション）（2015年5月10日、6月7日）
- 目撃!日本列島 一軍 を夢見て  おやじ寮長と若者たち（ナレーション・2015年6月13日）
- 覆面リサーチ ボス潜入（ナレーション・2015年 - 2017年）
- Eテレ0655（2016年4月4日 - 2017年3月31日）- ナレーション
- 東京JAZZ（FM生中継番組司会・2012年 - 2018年）

大阪放送局時代（2度目）（2017年度 - ）
- かんさい熱視線（キャスター：2017年4月 - 2020年3月）
- 京都異界中継 リポーター（2017年8月9日）
- ラジオ特集「大阪へ行こう!!」（司会・2018年4月30日）
- 台風12号特設ニュース（2018年7月29日） - 岡山放送局に応援で派遣され、同局から岡山県内の状況を伝えた。
- NHKニュースおはよう関西 （キャスター：2019年3月22日、25日、26日）
- 目撃!日本列島 番地のなかった街で 在日コリアン2世“最後の語り”（ナレーション・2020年5月17日）
- ニュースほっと関西（二宮直輝の代理キャスター、2022年2月7日 - 10日）
- 関西発ラジオ深夜便 かんさいストーリー（朗読：2024年11月16日）